# Großbeuthen

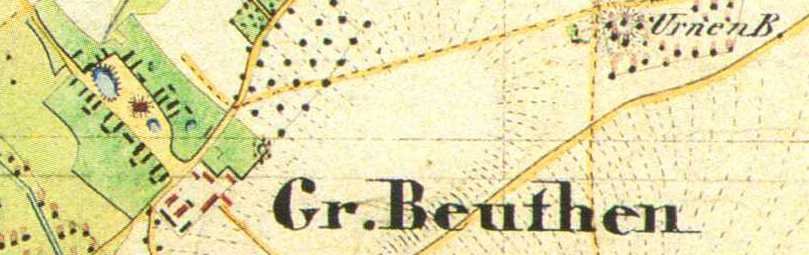
Großbeuthen auf dem Urmesstischblatt von 1840

Großbeuthen, in der älteren Literatur auch Groß-Beuthen oder Groß Beuthen ist ein Ortsteil der Stadt Trebbin (Landkreis Teltow-Fläming, Brandenburg). Er wurde 1370 erstmals urkundlich erwähnt. Kleinbeuthen wurde am 1. Juli 1950 nach Großbeuthen eingemeindet. Großbeuthen schloss sich 1997 zunächst mit Christinendorf, Märkisch Wilmersdorf und Thyrow zur neuen Gemeinde Thyrow zusammen. Thyrow wurde 2003 einschließlich seiner Ortsteile per Gesetz in die Stadt Trebbin eingegliedert; Großbeuthen wurde ein Ortsteil von Trebbin.

## Geographische Lage
Großbeuthen grenzt im Norden an Jütchendorf, Siethen und über eine sehr kurze Strecke an Kerzendorf (alle drei Orte sind Ortsteile der Stadt Ludwigsfelde), im Osten an Thyrow (Ortsteil von Trebbin), im Süden an die Kernstadt Trebbin, im Westen an Glau (Ortsteil von Trebbin) und im Nordwesten an Mietgendorf (Ortsteil von Ludwigsfelde).

## Geschichte
Großbeuthen wird 1370 erstmals urkundlich genannt. Der Name könnte aus dem Slawischen, aber auch dem Deutschen stammen. Die ersten Belege bezeichnen Großbeuthen zudem als Wendisch Beuthen, sodass die Erklärung aus dem Slawischen wohl wahrscheinlicher ist. Allerdings erhielten auch deutsche Namen, z. B. das benachbarte Märkisch Wilmersdorf (bis 1937 Wendisch Wilmersdorf) den Zusatz Wendisch. Schlimpert diskutiert im Brandenburgischen Namenbuch als Grundform zwei Möglichkeiten. Zum einen von plb./aso. *But-n- zu einem Personennamen *But (z. B. č Buta), r. But, von  č buta = Dummkopf, slow. buta = großköpfiger Mensch, p. buta = Stolz. Daraus resultieren Ortsnamen in Tschechien wie Butov, Butovice, in Polen Butówka und Butowo. Zum anderen bietet sich als Grundform *Byt-n an, zu einem Personennamen Byt oder Byt-n, einer Koseform zu Vornamen wie č  Radobyt, zu p. byt = Wesen, Existenz, č byt = Wohnung. Eventuell liegt auch eine direkte Herkunft vom Appellativum *byt vor. Bei allen genannten Grundformen ist davon auszugehen, dass bereits früh eine Angleichung an mnd. büte = wilder Bienenstock, Honigbeute" stattgefunden hat. Wäre der Name deutscher Herkunft, kann er als „Ort bei den (Honig-)Beuten“ erklärt werden. 1375 hatte der Ort 32 Hufen, davon hatte der Lehnschulze vier von Abgaben befreite Hufen. Er musste dafür das Lehnpferd halten. Jede abgabenpflichtige Hufe gab als Pacht sechs Scheffel Roggen und sechs Scheffel Hafer. An Zins mussten vier Groschen bezahlt werden, aber keine Bede. Es wohnten vier Kossäten im Dorf, von denen jeder sechs Pfennige und ein Huhn bezahlen musste. Auch jede Hufe musste ein Huhn abgeben. 1450 lagen 14 Hufen unbebaut. Bereits 1624 waren alle Hufenbauern aufgekauft, lediglich eine Hufe war noch abgabenpflichtig. So wohnten nun acht Kossäten und ein Hirte im Ort. 1645 hatte v. Görtzke zu seinem Hof 16 freie Ritterhufen, die v. Gröben hatten 14 freie Ritterhufen. 1652 waren sieben Kossäten im Dorf ansässig, darunter auch der Dorfschulze. 1711 wird der Kossät, der die letzte verbliebene abgabenpflichtige Hufe bewirtschaftete wieder als Bauer bezeichnet. 1745 gab es in Großbeuthen neben dem Rittersitz einen Bauern, sechs Kossäten, einen Krug und zwei Schäfereien (außerhalb des Dorfes). 1801 wurden 19 Feuerstellen (= Haushaltungen) verzeichnet. 1840 wurden 16 Wohnhäuser gezählt. Im Jahr 1900 war diese Zahl auf 23, 1931 auf 25 Wohnhäuser angestiegen. 1945 wurde das Rittergut (ca. 845 ha) im Rahmen der Bodenreform enteignet und in ein volkseigenes Gut (VEG) umgewandelt. 29 ha wurden aufgeteilt. 1960 bildete sich eine Landwirtschaftliche Produktionsgenossenschaft Typ I in Großbeuthen; 1961 hatte sie 16 Mitglieder und 86 ha bewirtschaftete Fläche. 1973 schloss sich das VEG Großbeuthen mit dem VEG Siethen zum VEG Siethen Abteilung Großbeuthen zusammen. Es gab zudem eine Schäferei im Ort.
Bevölkerungsentwicklung von 1583 bis 2006 (bis 1971 aus dem Historischen Ortslexikon, ab 1981 aus dem Historischen Gemeindeverzeichnis)
| Jahr | Einwohner                       |
| ---- | ------------------------------- |
| 1624 | ca. 40–50 (8 Kossäten, 1 Hirte) |
| 1734 | 96                              |
| 1772 | 116                             |
| 1801 | 137                             |
| 1817 | 122                             |
| 1840 | 161                             |
| 1858 | 173                             |
| 1895 | 227                             |
| 1925 | 241                             |
| 1939 | 229                             |
| 1946 | 309                             |
| 1964 | 368                             |
| 1971 | 303                             |
| 1981 | 228                             |
| 1991 | 193                             |
| 1996 | 225                             |
| 2006 | 277                             |
| 2010 | 221                             |

### Politische Geschichte
Der Ort gehörte im Mittelalter zur kleinen Adelsherrschaft Schloss Beuthen (bei Kleinbeuthen). 1375 veräußerte die Familie von Gröben das Dorf wohl auf Wiederkauf an die Familie Dierecke zu Rudow (heute Berlin-Rudow), denn im 15. Jahrhundert ist Großbeuthen wieder Zubehör von Schloss Beuthen. 1463 wurde Schloss Beuthen von den von Schlabrendorf erworben, in deren Besitz es bis Ende des 16. Jahrhunderts blieb. 1538 saß Joachim von Schlabrendorf auf Großbeuthen. Der weitere Besitzgeschichte ist zunächst unklar, zu Beginn des 18. Jahrhunderts war das Dorf in drei Anteile geteilt. Der erste Anteil besaßen die von Schlabrendorf zu Siethen, den 2. Anteil die von Schlabrendorf zu Gröben mit einem Rittersitz in Großbeuthen und 14 freien Ritterhufen und den 3. Anteil die Familie von Görtzke. Letzteren gelang 1753 der Erwerb des 2. Anteils und 1781 auch der Erwerb des 1. Anteils. Die von Görtzke (Goertzke) waren namhaft vertreten durch den Oberst Friedrich von Görtzke-Großbeuthen, Träger des Ordens Pour le Mérite, Ritter des Johanniterordens, verheiratet mit Frau von Hoffmann. Seit etwa der Mitte des 19. Jahrhunderts führt sich die Schreibweise von Goertzke dauerhaft ein. Die Nachfahren blieben im Besitz des Rittergutes bis zu ihrer Enteignung 1945. Der letzte Gutsbesitzer Wilhelm von Goertzke (1875–1961) war Domherr von Brandenburg und einige Jahre dort Kurator der Ritterakademie. Er war nach dem Krieg, ähnlich wie sein Bruder Oberstleutnant a. D. Joachim (1877–1951), gemeinsam mit dem Schwiegersohn Claus-Ulrich von Koschembahr (1907–1969), sogar als Autor tätig.
Der Gutsbezirk Großbeuthen wurde 1895 mit dem Gutsbezirk Kleinbeuthen vereinigt. 1928 wurde der Gutsbezirk mit der Landgemeinde Großbeuthen vereinigt. 1932 hatte die Gemeinde neben dem Kernort die Wohnplätze Neue Häuser und Schäferei. Am 1. Juli 1950 wurde die Gemeinde Kleinbeuthen eingemeindet.
Zum 31. Dezember 1997 bildeten die Gemeinden Christinendorf, Großbeuthen, Märkisch Wilmersdorf und Thyrow die neue Gemeinde Thyrow; Großbeuthen wurde ein Ortsteil von Thyrow. Zum 26. Oktober 2003 wurde Thyrow per Gesetz in die Stadt Trebbin eingegliedert und aufgelöst. Großbeuthen wurde ein Ortsteil der Stadt Trebbin.
Großbeuthen gehörte schon im Mittelalter zur Terra Teltow, aus der sich im Laufe des 16. Jahrhunderts zunächst der Beritt Teltow, später der Kreis Teltow herausbildete. Mit der Zerschlagung des Kreises Teltow 1952 kam Großbeuthen zum Kreis Zossen, der 1990 in Landkreis Zossen umbenannt wurde. 1993 wurde der Kreis Zossen mit den Kreisen Jüterbog und Luckenwalde zum Landkreis Teltow-Fläming zusammengeschlossen.

### Kirchliche Verhältnisse
Großbeuthen war 1527 und 1541 Tochterkirche von Siethen und gehörte zur Sedes Spandau. 1632 bis 1900 war Großbeuthen Tochterkirche von Gröben und gehörte zur Inspektion bzw. Superintendentur Cölln. Eingekircht nach Großbeuthen war die Gemeinde Kleinbeuthen.

## Denkmale

### Bodendenkmale
Durch die Lage der Gemarkung Großbeuthen, die sich über mehrere Kilometer der Nutheniederung entlangzieht, weist vergleichsweise sehr viele Bodendenkmale auf. Die Denkmalliste des Landkreises Teltow-Fläming weist daher 16 Bodendenkmale auf der Gemarkung Großbeuthen (einschl. Kleinbeuthen) aus. Sie werden hier summarisch zusammengefasst.
- der Dorfkern aus dem Mittelalter und Neuzeit,
- Weg aus dem deutschen Mittelalter und der Neuzeit
- Burg deutsches Mittelalter
- Siedlung slawisches Mittelalter
- zwei Siedlungen der  römischen Kaiserzeit
- ein Gräberfeld und mehrere Siedlungen der Eisenzeit
- eine Siedlung der Bronzezeit
- mehrere Siedlungen der Urgeschichte
- mehrere Siedlungen der Ur- und Frühgeschichte
- ein steinzeitlicher Einzelfund
- eine Siedlung des Neolithikum

### Kirche
Die Dorfkirche Großbeuthen ist eine Saalkirche mit dreiseitigem Ostschluss aus Fachwerk, die 1713/1714 anstelle einer älteren Kirche errichtet wurde. 1847 wurde an der Westseite ein schlanker Backsteinturm angefügt. Das Innere ist von einer bemalten Muldendecke überwölbt. Der hölzerne Kanzelaltar besitzt einen polygonalen Kanzelkorb mit gedrehten Weinlaubsäulen und Akanthuswangen. Das Gemälde in der Predella zeigt das letzte Abendmahl. Im gesprengten Giebel ist der auferstandene Christus dargestellt, seitlich davon sind zwei Putten angebracht. Er stammt wohl aus der Bauzeit der Kirche. Auf der Nordseite des Saales ist die Herrschaftsempore angebracht; sie ist inschriftlich mit 1719 datiert. Die Brüstungsfelder sind mit bemalten Wappen geschmückt. Die ebenfalls inschriftlich mit 1719 datierte Westempore besitzt ähnliche gestaltete Brüstungsfelder. Im Turmbereich sind mehrere ältere Grabsteine aufgestellt. Die Kirche wurde 1902 und 1985 restauriert.

### Gutshaus

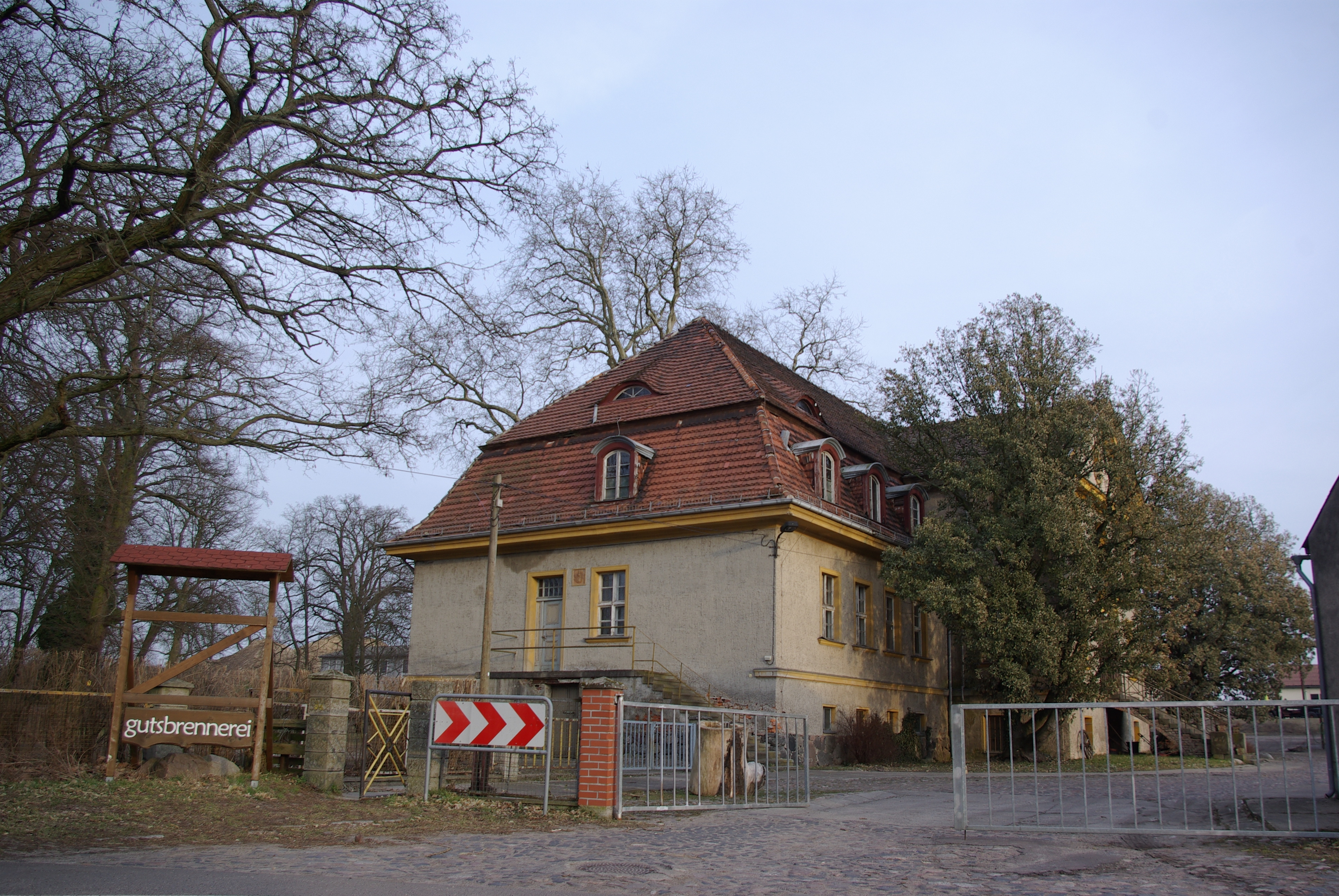
Gutshaus Großbeuthen

Das Gutshaus Großbeuthen der erstmals um 1377 urkundlich erwähnten Familie von Goertzke war ursprünglich ein eingeschossiger Putzbau der Anfang des 19. Jahrhunderts errichtet wurde. 1905 erhielt er ein Mansardwalmdach und einen zweigeschossigen Mittelrisalit.

## Belege